# Helena Munktell
Helena Munktell   (Stora Kopparberg parish, 24 de novembre de 1852 - parròquia d'Òscar, 10 de setembre de 1919), nom complet Helena Mathilda Munktell, fou una pianista i compositora sueca.

## Biografia
Va néixer a Grycksbo al comtat de Dalarna, Suècia. Va ser la més jove dels nou fills de l'industrial Johan Henrik Munktell (1804-1861) i Christina Augusta Eggertz (1818-1889). El seu pare era un expert pianista, cosa que la va ajudar a obtenir una educació adequada. Els pares vivien en un matrimoni desharmònic i, per tant, la mare Augusta vivia en gran part a Estocolm. Quan el pare va morir, tota la família es va traslladar a Estocolm, des d’on la mare dirigia el negoci. Era germana de la també compositora Amalia Hjelm i de la pintora Emma Sparre.
Munktell va estudiar cant, piano, contrapunt i instrumentació amb Conrad Nordqvist, Johan Lindegren i Joseph Dente al Conservatori Superior de Música d’Estocolm i composició amb Ludvig Norman. A la casa d’Estocolm s'interpretava molta música i s'organitzaven vetllades segons el costum de l’època. La mare dirigia el negoci des d’Estocolm, però es traslladava amb la família a Grycksbo durant els estius, on la vida musical continuava com durant els dies del pare.
El 1870, Munktell i la seva mare van anar primer a Viena per estudiar cant i piano amb professors d’elit (com ara Julius Epstein), i després a Itàlia i Suïssa. A París, el 1877, va decidir quedar-se i actuar com a cantant i pianista. Durant els dos anys següents, va estudiar sota la tutela de Benjamin Godard i Vincent d'Indy. Tots dos serien els seus principals seguidors.
La composició va guanyar la partida i Munktell es va deixar elogiar per la seva habilitat. Les composicions de Munktell es van representar per primera vegada a Suècia el 1885. Moltes d'elles es van popularitzar i l'òpera còmica I Firenze, representada per primer cop a Estocolm el 1889, va romandre en el repertori de la Reial Òpera Sueca fins a tres temporades. Tanmateix, va ser a França on va recollir principalment els fruits del seu talent. Allà, l’antic professor de Munktell, Vincent d'Indy, es va implicar en la difusió de la seva obra. El violinista George Enescu va estrenar la Sonata per a violí op. 21, a París, i posteriorment la va tocar a Berlín. La seva òpera I Firenze va ser elogiada quan es va representar a França, a l'estudi de la seva germana Emma Sparre. Així, Munktell es va convertir en la primera dona compositora sueca a escriure òpera, diversos anys abans que Elfrida Andrée.
L'estil de Munktell s'inspira en el neoromanticisme francès, és bastant harmoniós i avançat i semblava atrevit per als seus contemporanis. La peça orquestral Bränningar és típica d’aquest estil. Il·lustra la capriciositat de les ones amb tota la paleta de l’orquestra, fa canvis constants en la manera d’utilitzar els instruments i mostra combinacions inusuals amb ells. Un flux de ones constant, però que de vegades pot aturar-se de forma sobtada i inesperada, com per remarcar la capriciositat dels elements naturals. De manera harmònica es pensarà en el darrer Wagner i, per descomptat, en d'Indy, però també en el primer Scriabin. Tanmateix, Munktell va compondre de manera independent.
Posteriorment, cap a principis de segle xx, es va interessar per les melodies populars sueces.
Helena Munktell fou elegida membre de la Reial Acadèmia de Música el 1915 i va ser una de les fundadores de l'Societat Sueca de Compositors el 1918.
Va patir malalties oculars i va morir als 67 anys a Estocolm. Fou enterrada al Cementiri del Nord d'Estocolm (Norra begravningsplatsen).

## Obres (selecció)

### Opera

Portada d'una de les partitures de Helena Munktell

- I Firenze, òpera en un acte amb llibret de Daniel Fallström (estrenada el 1889)

### Obres orquestrals
- Suite per a gran orquestra (1895)
- Bränningar, imatge simfònica, op. 19 (estrenada el 1898)
- Dalasvit, op. 22 (1910)
- Valborgsmässoeld, poema per a orquestra, op. 24 (anys 1910)
- Barcarolle pour orchestre, obra orquestral en un sol moviment

### Música de cambra
- Dalsvit, op. 22, arranjaments per a piano (1916)
- Humoresque per a piano
- Kleines Trio per a piano, violí i violoncel
- Stor kattfuga per a piano (1868)
- Valborgsmessoeld, op, 24, versió per a piano
- Sonata per a violí en mi bemoll major, op. 21 (1905)

### Música de cor
- Davids psalm: Den sig åt Herrens namn förtror per a cor masculí a cappella amb text d'Edvard Evers a partir del Salteri
- En liten fågel sjöng per a cor femení a cappella
- Gammal kaffe- o namnsdagsvisa per a cor mixt a cappella
- Hell dig, Emma, solomstrålad per a cor femení a cappella
- Hymn för tre fruntimmersröster till min mor på dess 61sta födelsedag per a tres veus i orgue (1879)
- Jul per a mezzosoprano solista, cor femení i piano amb lletra d'Emma Sparre (1913)
- Kantat till invigningen af Svenska kyrkan i London per a quartet solista, cor infantil, cor mixt i orgue, amb text d'Edvard Evers (1911)
- Kantat till Kvinnokongressen 21 sept. 1897 per a soprano solista, cor femení, piano i orgue amb lletres de Henrika Widmark
- Morgonhelsning till min mor d. 24 juli, amb text del propi compositor
- Natt per a cor masculí a cappella
- Slutkör vid Fredrika Bremers minnesfest d. 31 okt. 1901 per a cor femení, piano i orgue
- Strengnäs per a cor masculí a cappella, amb text de V. Modin
- Sverige i sigte per a cor masculí a cappella
- Sång till skogen per a cor mixt a cappella (1891)
- Trois choeurs sur des poésies scandinaves per a cor femení i piano (1899)
- #”Soir de mai” amb text d'Oscar Levertin
- #”Le chant du pommier” amb text d'Albert Theodor Gellerstedt
- #”Hymne” amb text danès de Christian Hostrup
- Tvenne damkörer per a cor de dones amb extracte de piano, op. 22, amb text de J. Nyblom

### Cançons
- Dix Mélodies pour Chant et Piano per a veu i piano
- #”Sérénade” amb text francès d'Amédée-Louis Hettich segons Daniel Fallström
- #”Dans le lointain des bois” amb text francès d'Amédée-Louis Hettich segons Daniel Fallström
- #”Ce qu’entendent les nuits” amb text francès d'Amédée-Louis Hettich segons Erik Axel Karlfeldt
- #”D'un berceau” amb text francès d'Amédée-Louis Hettich
- #”Cantilène de l'Opéra-Comique A Florence”, romança amb text francès d'A. Silvestre segons Daniel Fallström
- #”Fascination” per a mezzosoprano i piano al text francès d'Amédée-Louis Hettich segons Emma Sparre
- #”La Dernière berceuse” amb text francès d'Amédée-Louis Hettich segons text del compositor
- #”Exil d’amour” amb text francès d'Amédée-Louis Hettich
- #”Si tu le voulais" amb text francès d'Amédée-Louis Hettich
- #”Fidélité” amb text francès d'Amédée-Louis Hettich segons Adolf Fredrik Lindblad
- Dvärgen per a veu i piano
- Fjerran på enslig stig per a veu i piano amb text de Daniel Fallström (1893)
- Fyra sånger för en röst vid piano ("Quatre cançons per a una veu al piano") (1883)
- #”Det förste möde” amb text de Bjørnstjerne Bjørnson
- #”Sof! Sof! amb text del propi compositor
- #”Åter i Sorrento” amb text de Carl Snoilsky
- #”Trohet” amb text d'Adolf Fredrik Lindblad
- I grottan per a veu i piano, amb text de Victor Medin
- Invocation poëtique per a veu i piano amb text francès d'August Lacoussade (1895)
- Isjungfrun, op. 20, balada per a baríton i piano amb text d’Emma Sparre (1889)
- Isjungfrun, op. 20, per a baríton tenor i orquestra amb lletres d’Emma Sparre (1889)
- Jul per a mezzosoprano i piano (1900)
- Majnattsröster, op. 25, per a soprano i orquestra amb lletres d’Erik Axel Karlfeldt
- Mellan himmel och haf per a veu i piano amb text de Daniel Fallström (1890–91)
- Mellan himmel och haf per a soprano o tenor i orquestra amb text de Daniel Fallström (1938)
- O fagra barn, romança per a tenors de l’òpera "I Firenze" per a veu i piano amb text de Daniel Fallström (1889) (1889)
- Svalan per a veu i piano amb text de Carl Wilhelm Böttiger
- Återkomst per a veu i piano amb text de Gustaf Meyer
- Österns natt per a soprano i contralt amb piano i text de Henrika Widmark (1894)